# Tell Me Your Wish (Genie)
"Tell Me Your Wish (Genie)" (en coreano: 소원을 말해봐; romanización revisada: Sowoneul malhaebwa) es una canción grabada por el grupo de chicas surcoreano Girls' Generation para su segundo EP del mismo nombre (2009). Fue lanzado el 22 de junio de 2009 como single del EP. Fue escrita por Dsign Music, Fridolin Nordso Schjoldan y Yoo Young-jin, y producida por Young-jin. La canción es la primera colaboración del grupo con compositores y productores occidentales, que luego se haría habitual de cara a sus siguientes lanzamientos.
Musicalmente, "Genie" siguió el estilo de bubblegum pop que el grupo mantuvo desde su debut. Líricamente, la canción discute los elementos del amor y las relaciones, además de conceder los deseos de su pareja. Recibió críticas generalmente positivas por parte de los críticos musicales, muchos de los cuales destacaron la pista como uno de los aspectos más destacados del EP. El sencillo fue bien recibido a nivel nacional, logrando los primeros lugares en los programas musicales Inkigayo y Music Bank .
Se grabó una versión en japonés de la canción para el álbum debut japonés homónimo del grupo y se lanzó como su sencillo debut en Japón el 8 de septiembre de 2010. Fue un éxito comercial en el país, alcanzando el número cuatro en el Oricon Singles Chart y el número ocho en el RIAJ Digital Track Chart . El sencillo recibió certificaciones de la Recording Industry Association of Japan en tres plataformas: ventas físicas (oro), ventas digitales (platino) y chaku-uta (platino). La canción se incluyó en las listas de canciones de varias giras de conciertos de Girls 'Generation, incluidas Into the New World (2010), The First Japan Arena Tour (2011) y Girls' Generation Tour (2011).

## Antecedentes y composición
Hay dos versiones de "Tell Me Your Wish (Genie)"; una versión coreana y una versión japonesa. Ambas versiones fueron compuestas por miembros del equipo de producción noruego Dsign Music; Anne Judith Wik, Robin Jenssen, Ronny Svendsen y Nermin Harambasic, junto con la composición adicional de Fridolin Nordsø y Yoo Young-jin. La versión coreana y japonesa fue escrita por Yoo Young-jin, mientras que la última fue coescrita por Kanata Nakamura. Young-jin originalmente había compuesto una demo para un artista no revelado fuera del sello del grupo, SM Entertainment. Sin embargo, SM Entertainment compró los derechos de la canción y decidió otorgársela a Girls' Generation; como resultado, Young-jin volvió a componer la demo mientras que el compositor coreano Yoo Han Jin la reorganizó.
La canción se compuso originalmente en inglés como "I Just Wanna Dance", sin embargo Young-Jin decidió descartar la idea después de que se escribiesen las letras de ambas versiones. Fueron los primeros sencillos del grupo en ser compuestos y producidos por productores occidentales, cosa que continuaron en sus futuros lanzamientos musicales.  Musicalmente, ambas versiones continuaron la fase del del grupo de música bubblegum pop, que hicieron desde su debut en 2007.  Según Chucky Eddy de Spin, la composición estaba inspirada en "un italo disco superligero". Un crítico del CD Journal notó elementos musicales del electropop y dijo que la letra incorpora usos metafóricos de una lámpara, un genio y Aladdin como temas de amor y lujuria. La canción presenta una introducción sintetizada interpretada por Micky Yoochun de TVXQ, la cual suena al inicio de la versión coreana, con la línea: "¡Just turn it up, that's right, come on!". Su voz también se usa en el video musical coreano, con las líneas "Hey" y "Girls' Generation".
El crítico Lee Mun-won dice que la canción se inspira en el trance y declara que la canción en sí es "más sofisticada que el auténtico europop".

## Lanzamiento
"Tell Me Your Wish (Genie)" fue lanzado digitalmente el 22 de junio de 2009 en Corea del Sur, con el título 소원을 말해봐 (Genie) (RR: Sowoneul Malhaebwa (Genie)). En Japón, la canción, con el título "Genie", fue lanzada el 8 de septiembre de 2010 como el primer sencillo japonés del grupo.  El formato japonés Maxi CD y DVD del single contiene la versión japonesa, la versión coreana y la versión karaoke del primero. Se lanzó una edición limitada en formato CD y DVD en Japón y Taiwán; la cual incluía un folleto de 14 páginas con fotos, letras y créditos del sencillo y las pistas originales de Maxi CD y DVD en japonés, todo alojado en un digipak. La portada para ambos formatos presenta a Girls' Generation en diferentes vestidos negros y dorados, todas de pie frente a un fondo blanco.

## Recepción
"Tell Me Your Wish (Genie)" y "Genie" recibieron críticas positivas de la mayoría de los críticos musicales. Chucky Eddy de Spin destacó "Genie" como una de las mejores pistas de su álbum homónimo. Un crítico del CD Journal opinó sobre el álbum debut de grandes éxitos del grupo, The Best. El crítico elogió la pista etiquetándola como un "impresionante 'lets dance'" con interpretaciones vocales de "alta calidad" de cada miembro. Otro crítico de la misma publicación reseñó el lanzamiento del sencillo y lo etiquetó como "sofisticado". Chris True de AllMusic reseñó la biografía del grupo y seleccionó a "Genie" como una de las mejores pistas a lo largo de su carrera.

## Video musical
El coreógrafo fue Rino Nakasone Razalan.
El video teaser fue lanzado a las 9:20.pm (KST) el 19 de junio de 2009.  Posteriormente, el video original fue lanzado el 26 de junio de 2009. En el video musical, Yoona aparece primero sentada en una lámpara grande, con las otras miembros sentadas a su alrededor. El video musical alterna entre el grupo que realizando la coreografía y las escenas de tres salas separadas ocupadas por tres miembros diferentes cada una. Yoona, Yuri y Jessica están en una gran habitación rosa, Tiffany, Taeyeon y Sunny están en una discoteca, mientras que Sooyoung y Hyoyeon están en una habitación donde hay un gran pastel del que luego sale Seohyun. Las chicas visten uniformes blancos y actúan en un escenario largo parecido a una pasarela con un gran corazón de fondo, mientras que en el otro están en uniformes caqui con las palabras "GIRLS' GENIE" de fondo. El video musical muestra con frecuencia a las chicas interactuando con la cámara y con brazos que a veces se extienden desde ambos lados de la pantalla para dar la impresión de que las chicas están interactuando personalmente con el espectador. Las secuencias del escenario tienen luces fuertes y llamativas, con focos en movimiento para dar efectos fuertes y brillantes.

### Versión 3D
El 24 de octubre de 2010, se lanzó un video musical en 3D de la versión coreana para el Samsung PAVV LED TV. El video comienza con las nueve chicas sentadas mirando las bolas de cristal, y luego irrumpiendo en el comienzo de la canción con "Girls' Generation" escrito en letras rosadas y brillantes. El video presenta tres secuencias de baile, una de las cuales introduce un piso con destellos cósmicos que salen de él. Durante el video, se muestran escenas en solitario de las chicas jugando con las bolas de cristal, las cuales contienen un hombre y una mujer parados torpemente uno al lado del otro en una parada de autobús. Junto a ellos hay un póster que tiene "I Wish" impreso en él, y un Mini Convertible rojo debajo. Luego se ve a las chicas cambiando las ropas de la pareja y haciendo que el Mini salga del cartel, lo que significa que las chicas son 'genios' y conceden sus deseos. El video termina con las chicas despidiéndose de la pareja, quienes luego se van en el auto, con el número '37' impreso en el costado. Los atuendos que llevan las chicas siguen el típico estilo 'militar', con dos disfraces. Uno con un abrigo negro, corbata, pantalones cortos, y una camiseta blanca. El otro es todo blanco, rematado con un sombrero blanco y azul marino

## Presentaciones en vivo
En los escenarios, a las chicas se les dio un concepto "militar" para las interpretaciones de "Tell Me Your Wish (Genie)", vistiendo principalmente chaquetas militares ajustadas, minifaldas y/o pantalones cortos. Las camisas eran en general blancas de estilo marinero, o en tonos caqui y rojo, sin embargo se mostraron varios uniformes.
El grupo quiso mostrar una imagen madura, en comparación con la inocencia retratada durante "Gee". La coreografía de la canción, realizada por Rino Nakasone Razalan, se centró en la sincronización y las imágenes seductoras. Partes de la coreografía se hicieron populares en Corea, incluido el "baile de patadas Jegi" (제기차기 춤) y el "baile de la belleza de las piernas" (각선미 춤).

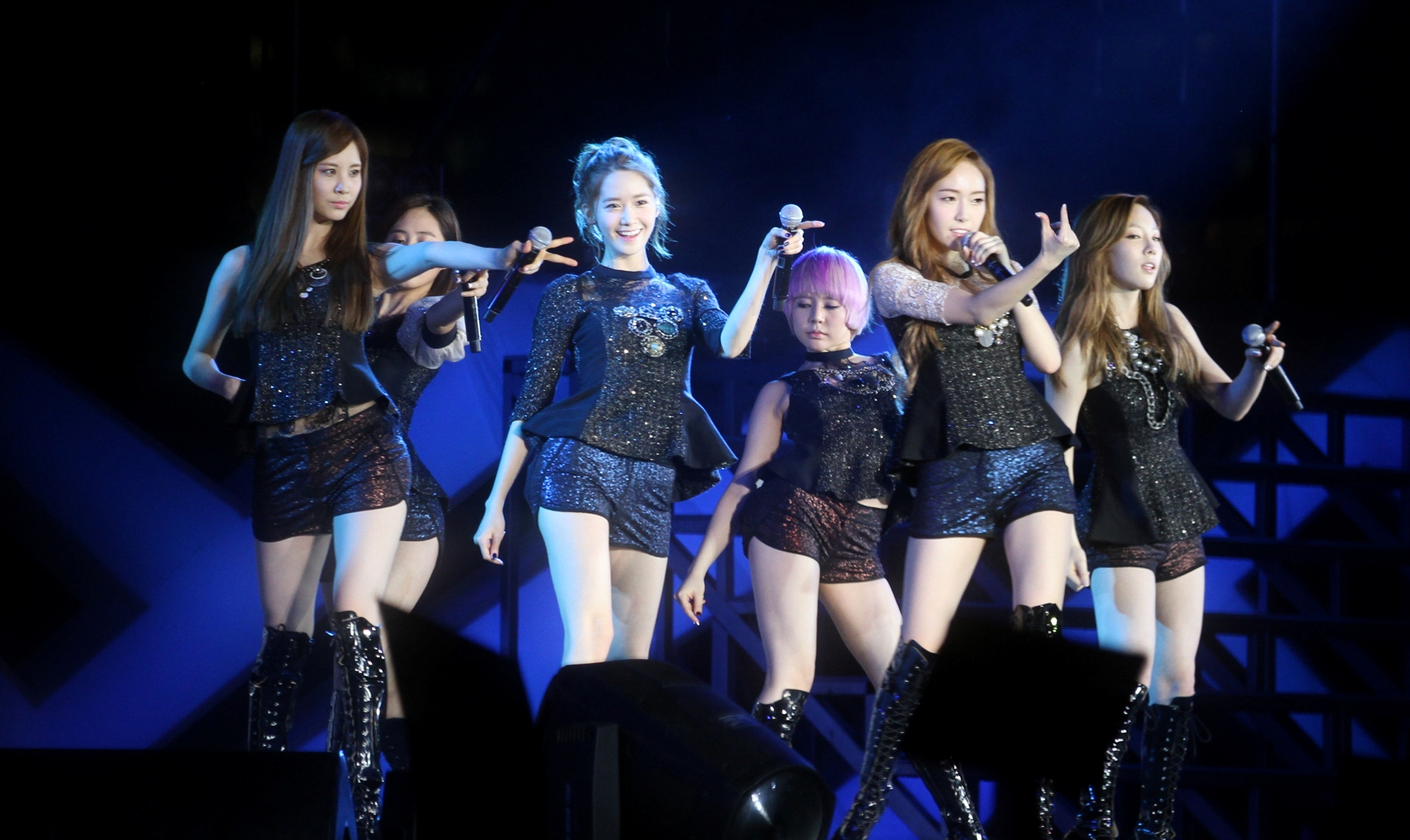
Girls' Generation interpretando "Genie" en Singapur, noviembre de 2012

La canción se ha interpretado en dos giras de SM Town, en 2010, utilizando el remix de "Rock Tronic", que también se utilizó en su primera gira, y luego nuevamente en 2011 para la continuación de la gira de SMTown de 2010. El remix contiene un dance-break inspirado en el rock, donde las chicas realizan rutinas sincronizadas. También se puede escuchar el eco de la línea "Sowoneul Marhaebwa" ("Dime tu deseo"). La primera presentación del grupo para el miniálbum fue el 26 de junio en KBS Music Bank. En unos pocos días, la canción encabezó 10 listas de música digital diferentes. La canción también fue premiada por su popularidad como álbum y en descargas de tonos de llamada.
"Genie" fue presentado como el número de apertura de la primera gira japonesa de Girls' Generation por Japón y en la segunda gira por Asia. . La actuación comienza con las chicas apareciendo desde un accesorio de forma extraña en forma de capullo, donde se ensamblan en forma de pirámide; Taeyeon en la parte superior, seguida de Jessica y Tiffany, luego las chicas restantes, Seohyun, Hyoyeon, Sunny, Yoona, Yuri y Sooyoung, en el tercer nivel. La canción comienza con Taeyeon cantando la primera línea de Genie, y luego es repetida por Jessica, Tiffany y Yoona, y luego nuevamente por las chicas restantes. Luego, las chicas comienzan a cantar la canción. El remix presenta un interludio de rap interpretado por Tiffany; "Welcome to my show, it's a revolution, this is my Girls' Generation / Everyone rock with me, take it in all right / Get hype! Jump! Let's party all night / I know we the ones to make you super crazy / Wanna be your genie more than one night / Watchin' me, feelin' me, callin' my name / I just want you and me to feel the same / Come on and move it, put your hands up in the air / Everybody lose control, and hands up in the air."
Después del rap, Tiffany reemplaza la palabra "DJ" en la línea "DJ, put it back on" por la ciudad o escenario específico en el que están actuando. Cuando actuaban en Japón, por ejemplo, Tiffany decía: "¡Japan, put it back on!". Durante su interpretación de la canción en la 62.ª edición de NHK Kohaku Uta Gassen en 2011, Tiffany dijo "¡Akagumi, put it back on!" ya que eran parte del Akagumi (equipo rojo). El 14 de enero de 2013, cuando interpretaron la canción en el Dream K-Pop Fantasy Concert de Filipinas, Tiffany dijo "¡Philippines, put it back on!".

## Versión en japonés
Estilizada como "Genie", la versión japonesa de la canción es también el sencillo debut de Girls' Generation en Japón, que fue lanzado el 8 de septiembre de 2010. Se filmó una nueva versión del video musical para acompañar a la versión japonesa, y el teaser se lanzó el 19 de agosto de 2010. El 26 de agosto de 2010, se lanzó el video musical completo. La canción alcanzó el puesto número 5 en Oricon Charts el día de su lanzamiento. La canción alcanzó el puesto número 2 el 11 de septiembre de 2010. La canción fue lanzada en tres ediciones, dos CD + DVD (primera edición y regular) y una edición solo en CD. La primera edición de CD + DVD incluye un álbum de fotos especial y una tarjeta fotográfica aleatoria (1 de 9). El sencillo incluye también la versión coreana, "Tell Me Your Wish (Genie)".
Fue seleccionado por iTunes Japan como el Breakthrough Album #1 de 2010 en el 2010: Music, 2010 BEST chart.
El sencillo vendió 115.575 unidades físicas en Japón en 2010.

### Video musical
El teaser del video musical fue lanzado el 16 de agosto de 2010 y el video musical completo fue lanzado el 25 de agosto de 2010. Fue su primer video filmado en Japón.
Comienza con un muchacho joven (Chanyeol de EXO), quien encontró una vieja lámpara y un modelo a escala de una carpa de circo en un viejo desván. Después de frotar la lámpara, la cámara hace zum dentro de la carpa donde se puede ver a Girls' Generation cobrar vida cuando la canción comienza a sonar. Luego, las chicas cambian alternativamente a diferentes disfraces mientras el chico frota la lámpara una vez más, donde se las ve en una pantalla de televisión vieja con un enorme bastón de caramelo y globos de colores. El video musical termina con el chico frotando la lámpara nuevamente antes de desaparecer mágicamente en otra escena en la que sale de una limusina con las miembros de Girls' Generation, encontrándose con él en la alfombra roja de una premiere. Se da a entender que su deseo había sido concedido por la lámpara. También hay escenas individuales con primeros planos de las miembros vestidas con camisas rosas anticuadas.
La mayor parte de la coreografía sigue siendo la misma que en la versión coreana, con un ligero retoque en algunos de los pasos. La diferencia es que en la versión japonesa hay algunas partes donde Taeyeon se mueve a la posición delantera para cantar su verso en solitario antes de regresar y reunirse con las otras chicas para formar una línea. Mientras que en la versión coreana, Taeyeon no hace esto. Además, todas las chicas posan con un saludo militar al final. En la versión coreana, solo la miembro Seohyun lo hace como su "pose final".
También se lanzó una versión de baile que presenta a las chicas con sus uniformes de soldado marrón, que fue uno de los disfraces que usaron en el video musical.

## Otras versiones y problemas de plagio
Se han denunciado problemas de plagio a causa de una canción de la cantante uzbeka Dineyra, "Raqsga Tushgin". Se reveló que aunque el lanzamiento de su canción precedió al lanzamiento del segundo miniálbum de Girls 'Generation, la canción de la cantante de Uzbekistán fue grabada sin obtener el permiso apropiado de Universal Music, plagiando "Tell Me Your Wish (Genie)".
El 19 de mayo de 2010, la cantante holandesa Nathalie Makoma lanzó su segundo sencillo llamado "I Just Wanna Dance". Sin embargo, Nathalie canta la letra original en inglés que se escribió para la canción.
El 3 de junio de 2011, el cantante británico CJ Lewis lanzó una versión en inglés de "Tell Me Your Wish (Genie)".
En noviembre de 2012, el artista coreano Goomrrat (Pasha) produjo un aspecto hecho por fans para la campeona de League of Legends Ahri, cuyo emote de baile de la versión clásica es el baile de Run Devil Run, que se llamó Generation Ahri y presentaba a Ahri con el uniforme naval de Genie. Por demanda popular, el desarrollador Riot Games creó una equivalente oficial basado en el diseño, Popstar Ahri, que se lanzó en todo el mundo el 25 de noviembre de 2013 y tiene el baile de Genie como gesto de baile.

## Listado de pistas
Versión japonesa
| Japanese version |                                              |          |  |
| N.º              | Título                                       | Duración |  |
| 1.               | «Genie» (Japanese version)                   | 3:44     |  |
| 2.               | «Tell Me Your Wish (Genie)» (Korean version) | 3:49     |  |
| 3.               | «Genie» (Without main vocal)                 | 3:44     |  |

DVD
| DVD |                                                          |          |  |
| N.º | Título                                                   | Duración |  |
| 1.  | «Genie» (Music video)                                    |          |  |
| 2.  | «Genie» (Music video – Dance version) (First Press only) |          |  |

## Créditos
|  | - Girls' Generation – voz, voz de fondo - Young-Jin Yoo – produtctor, escritor, traductor (coreano), mezcla, grabación - Kanata Nakamura – escritor, traductor (japonés) - Han-Jin Yoo – coproductor - Fujino Shigeki – mastering - Nermin Harambasic - escritor - Fridolin Nordso – escritor | - Anne Judith Wik – escritora - Robin Jenssen – escritor - Ronny Svendsen – escritor |

Los créditos fueron adaptados desde las notas del CD del sencillo japonés.

## Posicionamiento en listas
| Lista (2010)                      | Posición más alta position |
| --------------------------------- | -------------------------- |
| Billboard Japan Hot 100           | 4                          |
| Japanese RIAJ Digital Track Chart | 8                          |
| Japanese Oricon Singles Chart     | 4                          |

| Lista (2011)                  | Posición más alta position |
| ----------------------------- | -------------------------- |
| South Korean Gaon Album Chart | 2                          |

| Lista (2010)                      | Posición |
| --------------------------------- | -------- |
| Japanese Oricon Singles Chart     | 58       |
| Japanese RIAJ Digital Track Chart | 78       |

| Lista (2011)                      | Posición |
| --------------------------------- | -------- |
| South Korean International Albums | 7        |

## Certificaciones
| País                                                                 | Certificación | Ventas                                 |
| -------------------------------------------------------------------- | ------------- | -------------------------------------- |
| Japón (RIAJ)                                                         | Oro           | 151,042 (single)                       |
| Japón (RIAJ)                                                         | Platino       | 250,000^ (descarga digital)            |
| Japón (RIAJ)                                                         | Platino       | 250,000* (larga duración de Chaku-Uta) |
| * las cifras de ventas sobre la base de la certificación por sí sola |               |                                        |
| ^ cifras de envíos sobre la base de la certificación por sí sola     |               |                                        |

## Premios
| Año  | Organización                 | Premios                          | Resultado | Ref.          |
| ---- | ---------------------------- | -------------------------------- | --------- | ------------- |
| 2010 | Golden Disk Awards           | Grand Prize in Digital Releasing | Ganador   | [ 58 ]        |
| 2011 | MTV Video Music Awards Japan | Best Group Video                 | Ganador   | [ 59 ] [ 60 ] |
| 2011 | MTV Video Music Awards Japan | Video of the Year                | Nominado  | [ 59 ] [ 60 ] |
| 2011 | MTV Video Music Awards Japan | Best Karaoke! Song               | Ganador   | [ 59 ] [ 60 ] |

| Programa          | Fecha               |
| ----------------- | ------------------- |
| KBS2's Music Bank | 10 de julio de 2009 |
| SBS's Inkigayo    | 12 de julio de 2009 |
| SBS's Inkigayo    | 19 de julio de 2009 |